# Jean Joseph Dessolles
Jean Joseph Paul Augustin Dessoles, född 3 oktober 1767, död 3 november 1828, var en fransk militär och politiker. Dessoles var från 1814 greve och från 1817 markis.
Dessoles deltog med utmärkelse i revolutionskrigen och blev 1799 generallöjtnant. På grund av sina sympatier för sin förre chef Jean Victor Marie Moreau föll han i onåd hos Napoleon I och spelade under dennes tid en föga framskjuten roll. 1814 utnämndes han till chef för nationalgardet i Paris och skall ha bidragit till att även Alexander I av Ryssland samtyckte till bourbonernas återkallande. Till tack upphöjdes han till pär av Frankrike. Under restaurationen tillhörde han det moderata partiet och stödde Richelieus politik. År 1818 blev han konseljpresident och utrikesminister men måste redan 1819 vika för Élie Decazes och spelade därefter ingen framträdande roll.